# Tipula (Lunatipula) saxemontana
Tipula (Lunatipula) saxemontana is een tweevleugelige uit de familie langpootmuggen (Tipulidae). De soort komt voor in het Nearctisch gebied.